# Mail (Apple)
Mail è un'applicazione sviluppata dalla Apple Inc. per i sistemi operativi iOS, iPadOS, macOS e watchOS. Si occupa della gestione e dell'archiviazione delle e-mail.
Mail è compatibile con tutti i sistemi operativi di casa Apple.
L'applicazione supporta i protocolli di posta elettronica più diffusi come SMTP, POP3 e IMAP e si integra con le altre applicazioni Apple, in particolare con Contatti, Calendario e Note.
A partire dalla versione 4, Mail supporta Microsoft Exchange Server.
Mail consente anche di usare iCloud Mail.
Mail integra un filtro antispam e consente la gestione multipla degli account, delle regole e delle caselle di posta. Inoltre spedisce automaticamente messaggi in formato testo semplice se non viene applicata alcuna formattazione al testo.

## Storia
Mail inizialmente non usava un motore di rendering per trattare il formato delle pagine web. Successivamente, Apple ha utilizzato il progetto WebKit a partire dalle ultime versioni di Mail per il rendering in formato HTML.

### macOS

#### Prima versione
La prima versione fu inclusa fino a Mac OS X Panther, con l'introduzione di diversi miglioramenti a ogni nuova versione del sistema operativo. Mail già si integrava con varie applicazioni Apple e includeva funzioni tuttora disponibili come le regole per le caselle, il filtro anti-spam e supporto ad account multipli.

#### Mac OS X Tiger
Con Mac OS X Tiger, Mail venne aggiornata alla versione 2, portando numerosi cambiamenti e migliorie, come il formato proprietario delle singole mail per consentire l'indicizzazione di Spotlight.
Tra le migliorie si annoverano:
- Composizione dei messaggi in HTML;
- Controlli censura per specificare chi può spedire mail ad un certo account;
- "Cartelle Smart" basate su Spotlight per organizzare automaticamente le mail;
- Scelta delle priorità dei messaggi;
- Ridimensionamento veloce opzionale delle foto allegate per alleggerire il messaggio;
- Visualizzazione slideshow delle foto allegate.

L'applicazione fu ridisegnata adottando un nuovo stile per i pulsanti della barra degli strumenti, da molti utenti considerata una dubbia scelta in fatto di ergonomia, che in aggiunta violava le linee guida della stessa Apple, poi modificate.

#### Mac OS X Leopard
Con Mac OS X Leopard è stata pubblicata la terza versione. A Mail vengono aggiunte funzionalità RSS, modelli HTML, la possibilità di creare note e liste di attività che vengono automaticamente sincronizzate con iCal. Il supporto IMAP viene esteso con la tecnologia IMAP IDLE.

#### OS X Snow Leopard
OS X Snow Leopard aggiorna l'applicazione alla versione 4, che ora supporta Microsoft Exchange Server 2007, assieme ad altre applicazioni del sistema.

#### OS X Lion
Da OS X Lion, Mail viene ridisegnata, ispirandosi alla versione presente su iPad, sfruttando meglio lo spazio di un display widescreen e riorganizzando le mail citate in conversazioni. Viene migliorata la ricerca, esteso il supporto a Microsoft Exchange Server 2010, Yahoo! Mail IMAP, mentre non sono più supportate le mail push di Exchange e su protocolli diversi da IMAP.

#### OS X Mountain Lion
In OS X Mountain Lion, è stata aggiunta la sezione VIP, la ricerca delle parole nelle email, la possibilità di sincronizzarle attraverso iCloud e nuove possibilità di condivisione. Note è stata separata da Mail in una nuova applicazione, Note.

#### OS X Mavericks
Con OS X Mavericks è stata aggiunta la possibilità di mostrare il testo non formattato delle email.

#### OS X Yosemite
In OS X Yosemite, l'applicazione supporta nuove funzionalità, come Mail Drop, che carica automaticamente gli allegati su iCloud e invia un link nella mail, invece che tutto il file.

#### OS X El Capitan
In OS X El Capitan è stato aggiunta la possibilità di filtrare le email non lette, quelle contrassegnate o quelle con un allegato.

### iOS
L'applicazione Mail è disponibile dalla prima versione del sistema operativo iOS, precisamente iPhone OS 1.1.3. Con la seconda versione viene completamente ridisegnata, supportando ora gli allegati di Microsoft Office e di iWork. Da iOS 5, Mail include una formattazione del testo più ricca.
Grazie alle varie versioni rilasciate nel tempo, l'applicazione Mail si è perfezionata ed è divenuto più comodo inviare o ricevere e-mail.
Mail continene uno scanner per digitalizzare documenti, da inviare via iPhone oppure da salvare.

### iPadOS
L'applicazione Mail è disponibile anche sull'iPad e si integra con le altre applicazioni Apple, in particolare con Contatti e Calendario.
Il primo passaggio da compiere è configurare un account email nell'app Mail, scegliendo tra:
- la procedura automatica (più semplice, ma più rigida)
- la procedura manuale (più personalizzabile, ma più complessa).
In un secondo momento si potrà anche aggiungere un account email diverso.
Mail continene uno scanner per digitalizzare documenti, da inviare via iPad oppure da salvare.

## Funzionalità
Mail permette di gestire tutti gli account email presenti sul dispositivo.
È possibile visualizzare le email ricevute, contrassegnate, VIP, non lette, di oggi, inviate, cestinate e archiviate. Scorrendo da sinistra a destra nell'anteprima di una mail è possibile contrassegnarla come letta o non letta; da destra verso sinistra è possibile contrassegnarla, cestinarla, rispondere, inoltrarla ecc. È disponibile anche un filtro che permette di visualizzare solo la lista delle email non lette.
Nell'app Mail le cartelle si aprono premendo sulla voce caselle.
Mail consente di riordinare le caselle, creare una nuova casella, rinominare una casella ed eliminare una casella indesiderata.
Mail permette di scaricare gli allegati ricevuti via posta elettronica.
Con iOS 10 è stata aggiunta la possibilità di disiscriversi automaticamente da una newsletter attraverso un avviso che compare nella mail. Questa funzione è molto comoda, ad esempio nel caso in cui coesistano iscrizioni a numerose mailing list per lo stesso account email.
Con iOS 16 e iPadOS 16 sono state aggiunte nuove funzioni:
- pianificare l'invio di un messaggio di posta: è possibile posporlo ad una certa data e ora
- annullare un messaggio di posta: la scritta "Annulla invio" è selezionabile nei dieci secondi successivi all'invio dell'e-mail
- mettere in cima e settare un promemoria per i messaggi a cui non si è ancora risposto

Inoltre lo strumento di ricerca è stato migliorato, per cui eventuali errori di digitazione che si commettono durante la ricerca vengono automaticamente corretti in base al contenuto presente nelle mail.

## Sicurezza e privacy
- Mail Privacy Protection è un servizio aggiuntivo ideato da Apple per nascondere l'indirizzo IP dell'utente all'apertura delle mail commerciali e spam, quelle che alla sola visualizzazione caricano contenuto esterno.
- Nascondi la mia e-mail è un servizio aggiuntivo ideato da Apple per creare indirizzi e-mail unici e casuali[20] che inoltrano i messaggi alla casella di posta privata, in modo da poter inviare e ricevere e-mail senza dover condividere il vero indirizzo e-mail.[21]
- Domini e-mail personalizzati è un servizio aggiuntivo ideato da Apple per gestire domini e-mail personalizzati, in cui è necessario avvalersi di iCloud. A partire dall'aggiornamento di iOS 15.4, è sufficiente accedere alle impostazioni e da lì decidere ciò che è più consono.[22]